# Ángel López
Ángel Domingo López Ruano (Las Palmas de Gran Canaria, 10 marzo 1981) è un ex calciatore spagnolo, di ruolo difensore, tecnico dell'Ethnikos Achnas.

## Caratteristiche tecniche
Ángel López di solito giocava come terzino destro ma poteva giocare anche come terzino sinistro, come difensore centrale, ruolo in cui ha giocato con il Las Palmas, e come centrocampista centrale.

## Carriera

### Club
Nato a Las Palmas de Gran Canaria, Ángel López inizia a giocare nel Las Palmas, la squadra della sua città. Dopo due stagioni in Primera División e una in Segunda División, nel gennaio 2003 viene ceduto al Celta Vigo. Conclude la sua prima stagione al quarto posto, ottenendo così la partecipazione ai preliminari di Champions League, ma in quella successiva il club galiziano retrocede in Segunda División.
Nel 2007 passa al Villarreal, che al termine della stagione si piazza al secondo posto dietro al Real Madrid. Il 4 aprile 2010 segna il suo primo gol con il Villarreal, nella partita vinta 2-0 contro il Real Valladolid. Il 9 gennaio 2011 subisce un grave infortunio al ginocchio sinistro che lo tiene lontano dal campo per sei mesi. Nell'estate del 2012, dopo la retrocessione del Villarreal, viene svincolato e si trasferisce al Betis Siviglia a parametro zero.
Dopo una sola stagione a Siviglia fa ritorno al Las Palmas firmando un contratto di due anni, e al termine della sua seconda stagione la squadra ottiene la promozione in Primera División. In estate subisce una lesione al menisco che lo tiene fuori per quasi tutto il campionato e a fine stagione rescinde il contratto.

### Nazionale
Fa il suo esordio con la nazionale spagnola il 15 gennaio 2006, quando giocava nel Celta Vigo, in un'amichevole contro la Romania persa 1-0. La sua ultima partita in nazionale risale al 6 febbraio 2008 in amichevole contro la Francia.

### Dopo il ritiro
Dopo il ritiro dal calcio giocato si dedica ad allenare e nell'estate 2017 diventa il tecnico in seconda del Las Palmas Atlético, squadra di Segunda División B. Nella stagione 2019-2020 passa ad allenare i giovani del Las Palmas ed è in questa veste che segnala all'allenatore della prima squadra Pepe Mel il sedicenne Pedri, a quel tempo nelle giovanili del Las Palmas, e insiste per fargli fare un provino, dando il via alla carriera professionistica del futuro nazionale spagnolo. L'anno successivo diventa l'allenatore in seconda di Pepe Mel sulla panchina della prima squadra.

## Statistiche

### Cronologia presenze e reti in nazionale
| Cronologia completa delle presenze e delle reti in nazionale ― Spagna | Cronologia completa delle presenze e delle reti in nazionale ― Spagna | Cronologia completa delle presenze e delle reti in nazionale ― Spagna | Cronologia completa delle presenze e delle reti in nazionale ― Spagna | Cronologia completa delle presenze e delle reti in nazionale ― Spagna | Cronologia completa delle presenze e delle reti in nazionale ― Spagna | Cronologia completa delle presenze e delle reti in nazionale ― Spagna | Cronologia completa delle presenze e delle reti in nazionale ― Spagna |
| Data                                                                  | Città                                                                 | In casa                                                               | Risultato                                                             | Ospiti                                                                | Competizione                                                          | Reti                                                                  | Note                                                                  |
| --------------------------------------------------------------------- | --------------------------------------------------------------------- | --------------------------------------------------------------------- | --------------------------------------------------------------------- | --------------------------------------------------------------------- | --------------------------------------------------------------------- | --------------------------------------------------------------------- | --------------------------------------------------------------------- |
| 15-11-2006                                                            | Cadice                                                                | Spagna                                                                | 0 – 1                                                                 | Romania                                                               | Amichevole                                                            | -                                                                     | 74’                                                                   |
| 7-2-2007                                                              | Manchester                                                            | Inghilterra                                                           | 0 – 1                                                                 | Spagna                                                                | Amichevole                                                            | -                                                                     | 46’                                                                   |
| 24-3-2007                                                             | Madrid                                                                | Spagna                                                                | 2 – 1                                                                 | Danimarca                                                             | Qual. Euro 2008                                                       | -                                                                     | 84’                                                                   |
| 22-8-2007                                                             | Salonicco                                                             | Grecia                                                                | 2 – 3                                                                 | Spagna                                                                | Amichevole                                                            | -                                                                     |                                                                       |
| 6-2-2008                                                              | Malaga                                                                | Spagna                                                                | 1 – 0                                                                 | Francia                                                               | Amichevole                                                            | -                                                                     | 46’ 71’ 75’                                                           |
| Totale                                                                |                                                                       | Presenze                                                              | 5                                                                     |                                                                       | Reti                                                                  | 0                                                                     |                                                                       |